# باشگاه فرهنگی ورزشی شهرداری ارومیه
باشگاه فرهنگی ورزشی شهرداری ارومیه یک باشگاه ورزشی به خصوص در حوزه والیبال است که مستقر در ارومیه، استان آذربایجان غربی می‌باشد. در حال حاضر تیم والیبال آن در لیگ برتر والیبال ایران بازی می‌کند. ارومیه پایتخت والیبال ایران و آسیا و مهمترین شهر والیبال خیز ایران است و همیشه عضو مدعیان قهرمانی بوده‌است.

## نام و تاریخچه
از سال‌های ۱۳۴۵، که به تدریج در والیبال ایران فعال شد، تیم‌های مختلف با نام‌های متفاوت به عنوان حامی باشگاه والیبال ارومیه پشتیبانی کردند. از پاس ارومیه تا ساندیس و مقاومت، از سمن سو تا آذر پیام، از پگاه ارومیه تا فولاد و نهایتاً شهرداری ارومیه، نام‌هایی بوده‌اند که نماینده ارومیه تاکنون به خود دیده‌ است. تاکنون نام خود را با پشیبان‌های مالی زیادی تغییر داده‌ است. تیم ارومیه در اولین دوره لیگ کشوری والیبال (جام پاسارگاد) در سال ۱۳۵۴ با نام تیم پاس رضاییه در مسابقات شرکت کرد و به مقام هفتمی کشور رسید. آخرین تیم ارومیه تا قبل از انقلاب هم ساندیس رضائیه نام داشت.

## دربی‌ها
دربی آذربایجانی‌ها در گذشته دربی بین والیبال شهرداری اورمیه و والیبال شهرداری تبریز انجام می‌شد و از حساسیت بالایی برخوردار بود.اما به تدریج این تیم خوب  ضعیف و ضعیف‌تر شد و تا جایی پیش رفت که حساسیت این دیدار کاملا از بین رفت. امروزه بازی‌های تیم شهرداری ارومیه با کاله آمل و گنبد که هر دو از شهرهای والیبال خیز ایران هستند در نوع خودش جالب و حساس است و بازی‌های تیم شهرداری و پیکان تهران و متین ورامین نیز از حساس‌ترین بازی‌های لیگ برتر ایران است.

## دست‌آوردها
بهترین نتیجهٔ والیبال ارومیه، نایب قهرمانی سوپر لیگ والیبال ایران در سال ۱۳۸۳ با نام پگاه ارومیه بوده‌ است. تیم والیبال مردان شهرداری ارومیه در فصل ۱۳۹۳یکی از قوی‌ترین و بهترین تیم‌های تاریخ این شهر بود و به شهادت بسیاری از بزرگان این رشته، شایسته‌ترین تیم برای کسب قهرمانی بود. شهرداری تا قبل از فینال ١۴ پیروزی کسب کرد که ١١ پیروزی ٣ بر صفر بود. در نهایت تصمیم گرفته شد فیتال تک مسابقه و در تهران انجام شود با این وجود هوداران ارومیه به تهران آمدند تا تیم محبوبشان تنها نباشد. شهرداری در تهران پیکان را تا مرز شکست پیش برد و در حالیکه در ست چهارم دو امتیاز تا قهرمانی فاصله داشت ٢۵ بر ٢٣ ست را واگذار کرد. در ست پنجم پیکان تهران از میزبانی نهایت سود را برد و با نتیجه ١۵ بر ١٢ پیروز شد. ارومیه توانست با جذب ۹۰٪ بازیکنان بومی به مقام نائب قهرمانی رقابت‌های لیگ برتر والیبال در جام بیست و هشتم دست یابد. نتیجه‌ای که برای تیم و هوداران بسیار تلخ بود. در سال ۹۹ در حالی که ویروس کرونا به اوج خود رسید بعد از ۶ هفته مسابقات از روند طبیعی خارج شد و به صورت  میزبانی متمرکز در تهران دنبال شد. در پایان بازی‌های مرحله اول که شهرداری ارومیه جایگاه دوم را از آن خود کرده بود با شکست شهرداری گنبد و هراز آمل راهی دیدار نهایی شد. در فینال  شهرداری ارومیه تیم تازه وارد فولاد سیرجان را در مقابلش داشت و با وجود پیروزی در دیدار اول، در نبردهای دوم و سوم تسلیم شد تا برای سومین بار دستش از جام کوتاه بماند.
لیگ برتر والیبال ایران
- نایب قهرمان: ۳ بار - ۱۳۸۳، ۱۳۹۳، ۱۳۹۹
- سوم: ۷ بار - ۱۳۸۲، ۱۳۸۶، ۱۳۸۷، ۱۳۹۰، ۱۳۹۲، ۱۳۹۴، ۱۳۹۵

## ترکیب کنونی
سال 1403
- بابک فیاضی (کاپیتان)
- عرشیا بهنژاد
- جواد حسین آبادی
- سهند الله وردیان
- ابوالفظل قلی پور (لیبرو)
- امیررضا آفتاب آذری
- رمضان صحبتی
- پوریا یلی
- میلاد فتاحی (لیبرو)
- امیر خداپرستی
- آرین محمودی نژاد
- هومن شرقی
- عطا زراعتگر
- مهدی ظفری
- فرشاد اوصالوی
- حمیدرضا خلیلی
- سینا علیزاده

1. ↑  [پیوند مرده] هماوردان